# Loi portant adaptation du droit de la preuve aux technologies de l'information et relative à la signature électronique
Lire en ligne

Version consolidée

La loi du 13 mars 2000 est la transposition française de la directive 1999/93/CE sur le droit de la preuve en consacrant la signature électronique et l'acte authentique électronique. 

## Modifications apportées par la loi
En son article 1316 du Code civil français, la loi précise que la preuve littérale est désormais acceptée du moment qu'elle soit intelligible sans discrimination de support et de voie de transmission (ce qui renforce le rôle des données accessibles via un format numérique et sa prise en compte par les juges du fond).
Art. 1316-1 du Code civil français "L'écrit sous forme électronique est admis en preuve au même titre que l'écrit sur support papier, sous réserve que puisse être dûment identifiée la personne dont il émane et qu'il soit établi et conservé dans des conditions de nature à en garantir l'intégrité."
Art. 1316-3 du Code civil français "L'écrit sur support électronique a la même force probante que l'écrit sur support papier."
L'article 1317 du Code civil français évoque quant à lui la possibilité offerte pour la première fois à l'officier ministériel de conserver l'acte authentique au format électronique. 